# ドブソン単位
ドブソン単位（ドブソンたんい、英語: Dobson unit）は、地表から大気圏上限までの気柱に含まれるオゾンを、すべて標準状態（1気圧、0℃）の地表に集めたと仮定したときの厚さ1 mmを100ドブソン単位 (D.U.) とする数量単位。またm atm-cmと記すこともあるが、これは厚さのセンチメートル数を1,000倍したものに当たるからである。。
例えば300 D.U.のオゾンであれば、0℃の地表に集めたとき厚さ3 mmの層ができることになる。1 D.U.のとき、1平方センチメートルあたり2.69×1016個のオゾン分子（1平方メートルあたり2.69×1020個）が存在することになる。すなわち1平方メートルあたり0.4462ミリモルのオゾンである。
220 D.U.を下回るとオゾンホールが発生したとみなされる。これは、南極大陸上空の観測記録によれば1979年まで220 D.U.を下回る値は観測されなかったためである。そして、南極大陸上空の直接観測によれば、気柱オゾンレベルが220 D.U.以下を下回るのは塩素と臭素の化合物によりオゾンが破壊されるためである。
ドブソン単位の名称はオックスフォード大学の研究者であったゴードン・ドブソンに由来する。1920年代にドブソンは地表からオゾンの総量を測定する装置を初めて開発したが、この装置は今日ではドブソン分光光度計とかドブソンメーターと呼ばれている。